# Máy quang phổ cực tím - Khả kiến

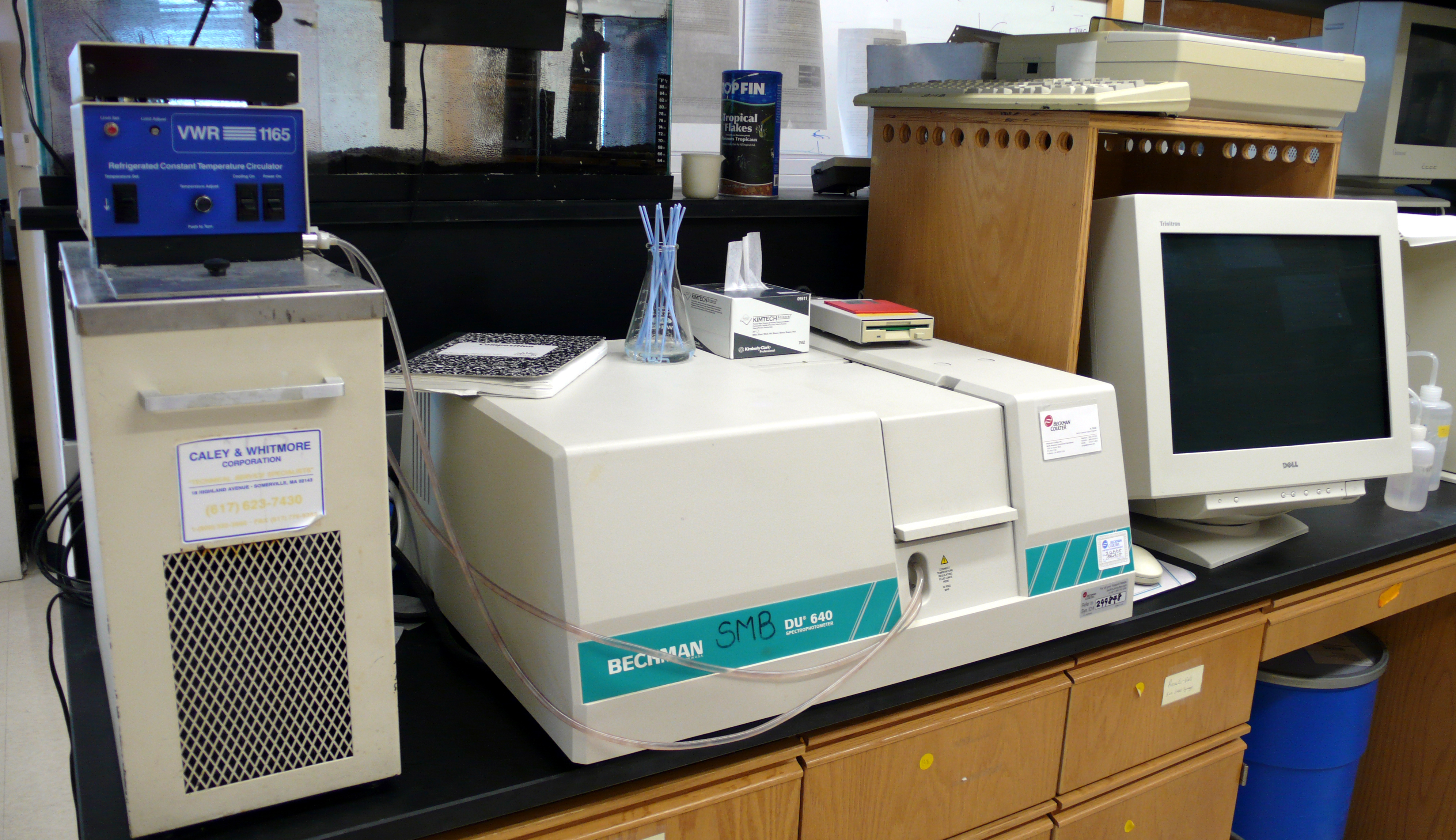
Máy quang phổ Beckman DU640 UV/Vis

Máy quang phổ cực tím - Khả kiến đề cập đến quang phổ hấp thụ hoặc quang phổ phản xạ trong một phần của tia cực tím và các vùng phổ nhìn thấy đầy đủ, liền kề. Điều này có nghĩa là nó sử dụng ánh sáng trong phạm vi nhìn thấy và liền kề. Sự hấp thụ hoặc phản xạ trong phạm vi nhìn thấy ảnh hưởng trực tiếp đến màu sắc cảm nhận của các hóa chất liên quan. Trong vùng phổ điện từ này, các nguyên tử và phân tử trải qua quá trình chuyển đổi điện tử.